# Lille far
|  | Denne artikel er oprettet af botten PalnaBot ud fra en ekstern database. Den kan derfor have sproglige fejl eller mangler. Denne skabelon kan fjernes efter kontrol af indholdet. |

Lille far er en dansk børnefilm fra 2004 skrevet og instrueret af Michael W. Horsten.

## Handling
Marie er 7 år. Hun skal være hos sin far i weekenden. Marie og far går gennem byen, og far møder hele tiden nogen, han skal snakke med. Marie venter pænt. Men da Marie møder en pige, hun gerne vil lege med, så gider far ikke vente, han vil hjem. Marie bliver vred på far, men hun kan ikke finde ud af at skælde ham ud. Det er ikke nemt at give sin vrede luft, når man ikke ses hver dag og gerne skulle have det rart sammen.